# Parafia św. Jadwigi w Elizabeth
Parafia św. Jadwigi w Elizabeth (ang. St. Hedwig's Parish) – parafia rzymskokatolicka położona w Elizabeth w stanie New Jersey w Stanach Zjednoczonych.
Jest ona wieloetniczną parafią w archidiecezji Newark, z mszą św. w j. polskim dla polskich imigrantów.
Ustanowiona w 1925 roku i dedykowana św. Jadwidze Śląskiej.